# 131 Vala
131 Vala eller 1945 KA är en asteroid upptäckt 24 maj 1873 av astronomen Christian Heinrich Friedrich Peters i Clinton, New York. Asteroiden har fått sitt namn efter Völva, en nordisk spåkvinna.
Ockultationer har observerats flera gånger.